# Intschi

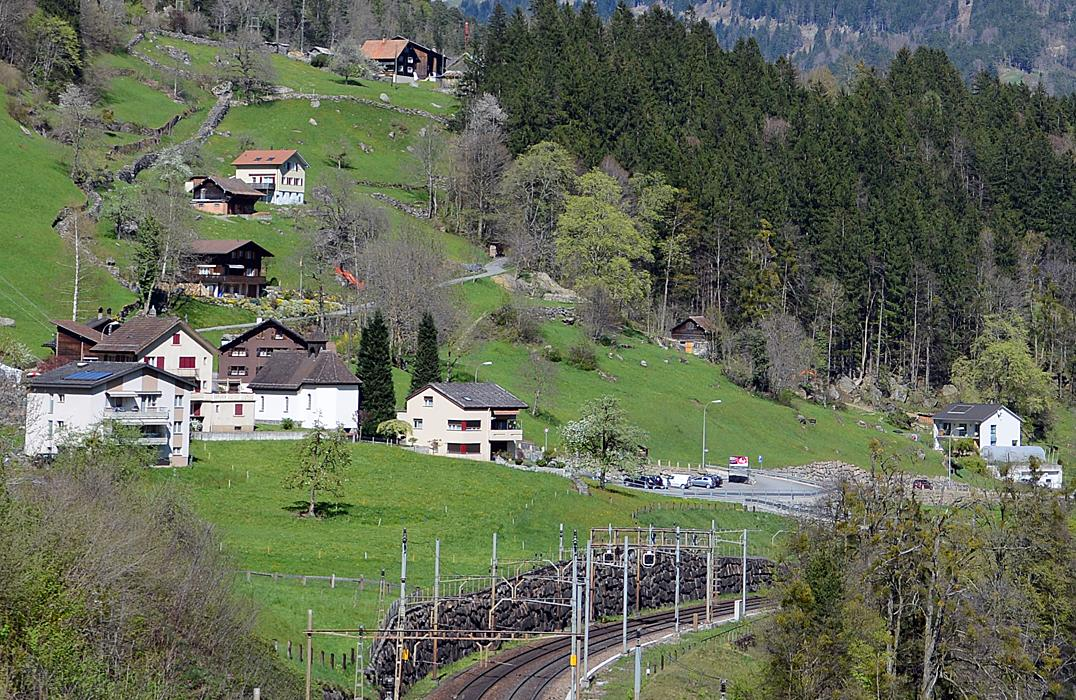
Der Weiler Intschi

Intschi ist ein Ortsteil von Gurtnellen im Schweizer Kanton Uri.
Die Siedlung liegt an der Kantonsstrasse 5 km nördlich des Hauptorts der Gemeinde auf 657 m ü. M. im Tal der Reuss auf deren orografisch linken Seite und 3 km südlich des Ortsteils Amsteg der Gemeinde Silenen.
Die Kantonsstrasse verläuft in diesem Talabschnitt zwischen Amsteg und Meitschligen auf der linken Seite des Flusses und führt durch Intschi. Die Gotthard-Autobahn wechselt in diesem Bereich über die Intschibrücke auf die andere Talseite.
Bei Intschi befindet sich noch eine Haltestelle der Gotthardbahn, an der jedoch keine Züge mehr halten (mehr dazu im Hauptartikel zu Gurtnellen). Unterhalb von Intschi wird die Gotthardbahn auf der Intschireussbrücke über den Fluss geführt.
Bei der Bushaltestelle der Auto AG Uri befindet sich die Talstation der Luftseilbahn Intschi-Arnisee (LIA), die in sieben Minuten zum 711 m höher auf einer Bergterrasse gelegenen Arnisee führt.